# St. Martin (Riem)

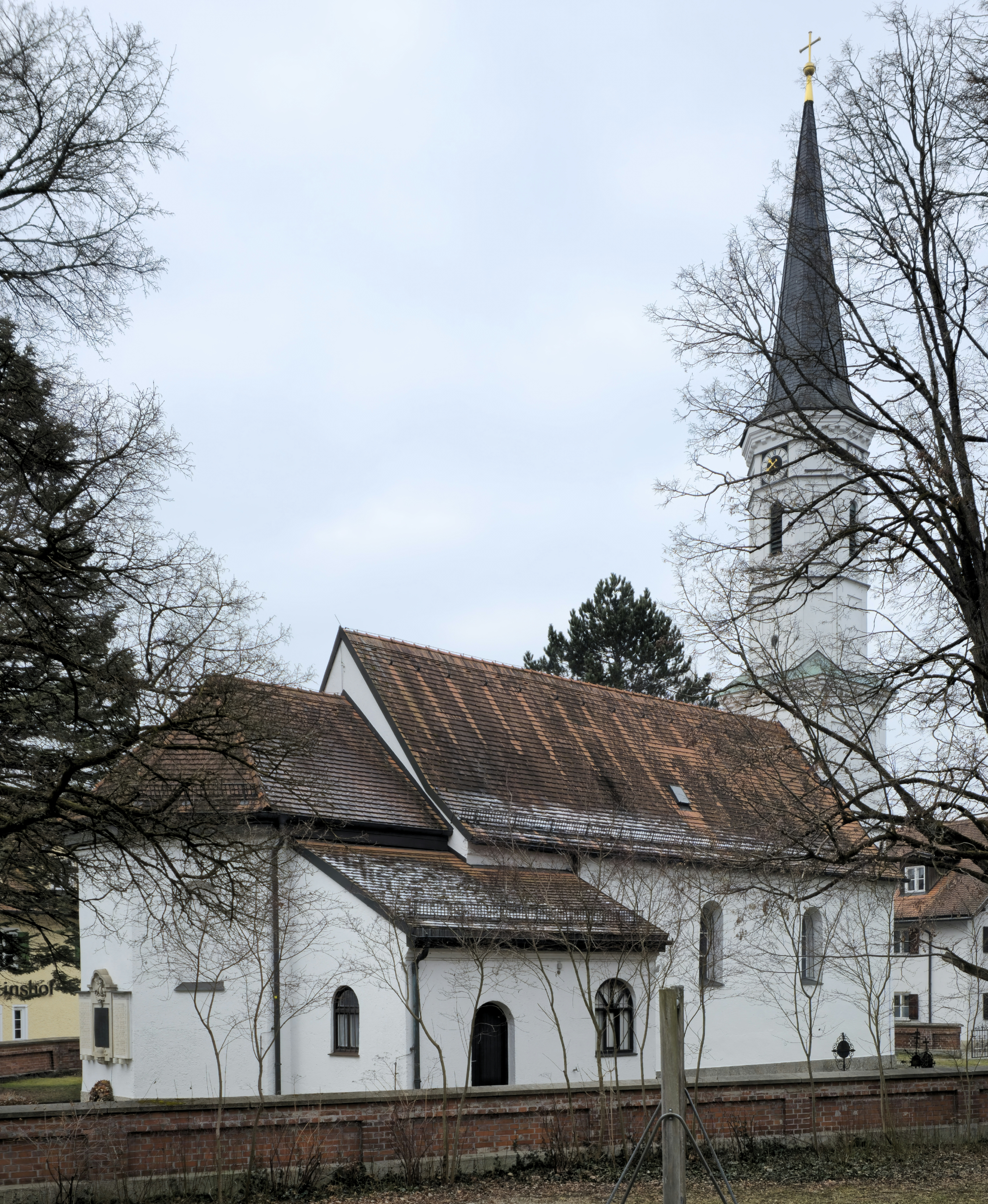
Kath. Pfarrkirche St. Martin

Innenansicht zum Chor

St. Martin ist die älteste katholische Pfarrkirche im Münchener Stadtteil Riem.

## Geschichte
Sie soll im 10. Jahrhundert bereits als Holzgebäude existiert haben, sie war Teil der Pfarrei Bogenhausen. Im 12. Jahrhundert entstand ein Neubau aus Stein. 1738 wurde das Kirchengebäude größtenteils abgerissen und erweitert neu aufgebaut. In diesem Jahr wurde eine Zwiebelhaube auf dem Kirchturm errichtet, die allerdings 1863 abbrannte, wonach der Kirchturm 1865 nur mit einem einfachen Spitzhelm wiederaufgebaut wurde. Er beherbergt heute ein zweistimmiges Bronzegeläute in Schlagtonfolge g1- h1. Gleichzeitig wurde in der Kirche eine Orgel eingebaut. Im Zweiten Weltkrieg wurde die Kirche stark beschädigt und in den Nachkriegsjahren wiederaufgebaut. Der Innenraum wurde dabei umgestaltet. Heutzutage ist sie eine Filialkirche von St. Peter und Paul in Trudering.

## Orgel
Die heutige Orgel stammt aus dem Jahr 1972. Sie wurde von der Firma WRK Orgelbau erbaut und verfügt über fünf Register.